# 富尔内-布朗什罗什
富尔内-布朗什罗什（法語：Fournet-Blancheroche，法語發音：[fuʁnɛ blɑ̃ʃʁɔʃ]）是法国杜省的一个市镇，位于该省东部，和瑞士接壤，属于蒙贝利亚尔区。该市镇总面积13.08平方公里，2009年时的人口为337人。

## 历史
富尔内-布朗什罗什于1790-1794年间由富尔内（Fournet）和布朗什罗什（Blancheroche）两地合并而成，后并入市镇沙尔克蒙。1874年，富尔内-布朗什罗什脱离沙尔克蒙成为独立市镇。

## 交通
杜省省道D211线、D457线和D464线在境内交汇。

## 人口
富尔内-布朗什罗什人口变化图示